# Jirawat Sutivanichsak
Jirawat Sutivanichsak (tiếng Thái: จิรวรรตน์ สุทธิวณิชศักดิ์, phiên âm: Chi-ra-vát Su-thi-va-ni-cha-sác, sinh ngày 30 tháng 10 năm 2000) còn có nghệ danh là Dew (ดิว), là một diễn viên và người mẫu người Thái gốc Hoa trực thuộc GMMTV.

## Tiểu sử
Dew sinh ngày 30 tháng 10 năm 2000 tại Bangkok, Thái Lan tên khai sinh của anh là Kongkidakorn, nhưng anh đã đổi thành Jirawat khi còn học tiểu học.
Anh đã tốt nghiệp chương trình giáo dục trung học cơ sở và chương trình giáo dục trung học phổ thông tại Trường Saint Gabriel's College. Hiện anh đang theo học tại Đại học Srinakharinwirot (SWU). Anh được chọn làm đại sứ Quan hệ công chúng khi chỉ mới học năm nhất.

## Sự nghiệp
Dew ra mắt với tư cách là một diễn viên trong bộ phim truyền hình F4 Thailand: Boys Over Flowers (2021), trong phim anh vào vai một trong những thành viên của hội F4 đóng cùng với Vachirawit Chivaaree, Tontawan Tantivejakul, Metawin Opas-iamkajorn và Hirunkit Changkham. Sau sự thành công của bộ phim, anh được đông đảo khán giả trong nước và quốc tế biết tới.
Năm 2022, Dew anh sẽ xuất hiện trong bộ phim Home School với tư cách là diễn viên chính.
Năm 2023, anh sẽ có 2 dự án,xuất hiện trong phim Faceless Love và เพราะเธอคือรักแรก với tư cách là diễn viên chính.

## Điện ảnh

### Phim truyền hình
| Năm  | Tiêu đề                               | Vai diễn      | Ghi chú       | Kênh  | Nguồn  |
| ---- | ------------------------------------- | ------------- | ------------- | ----- | ------ |
| 2021 | F4 Thailand: Boys Over Flowers        | Renrawin Aira | Vai chính     | GMMTV | [ 7 ]  |
| 2022 | Magic of Zero - Zero In The Moonlight | Fong          | Vai chính     | GMMTV | [ 13 ] |
| 2022 | Good Old Days - Ep:12                 | Nut           | Vai Khách mời | GMMTV | [ 14 ] |
| 2023 | Home School                           | Nai           | Vai chính     | GMMTV | [ 15 ] |
| 2023 | Faceless love                         | Vikij         | Vai chính     | GMMTV | [ 16 ] |
| 2024 | A Love So Beautiful                   | Chadjen       | Vai chính     | GMMTV |        |

## Dự án âm nhạc
| Năm  | Tựa đề                        | Nghệ sĩ  | Kênh     | TK     |
| ---- | ----------------------------- | -------- | -------- | ------ |
| 2023 | I Do: A Love Story in Bangkok | (G)I-dle | 88rising | [ 17 ] |

### Chương trình truyền hình
| Năm  | Tiêu đề                                        | Vai trò   | Số tập     |
| ---- | ---------------------------------------------- | --------- | ---------- |
| 2019 | Arm Share (2019)                               | Khách mời | Tập 68, 83 |
| 2020 | LogLog (2020)                                  | Khách mời | Tập 33     |
| 2021 | Talk with ToeyS (2021)                         | Khách mời | Tập 33     |
| 2021 | Live At Lunch Season 2 (2021)                  | Khách mời | Tập 5      |
| 2021 | Isuzu Max Challenge                            | Khách mời | Tập 4      |
| 2021 | You'll See (2021)                              | Khách mời | Tập 6      |
| 2021 | Live At Lunch: Friend Lunch Friend Live (2021) | Khách mời | Tập 2      |